# کلیسای جامع لیسبون

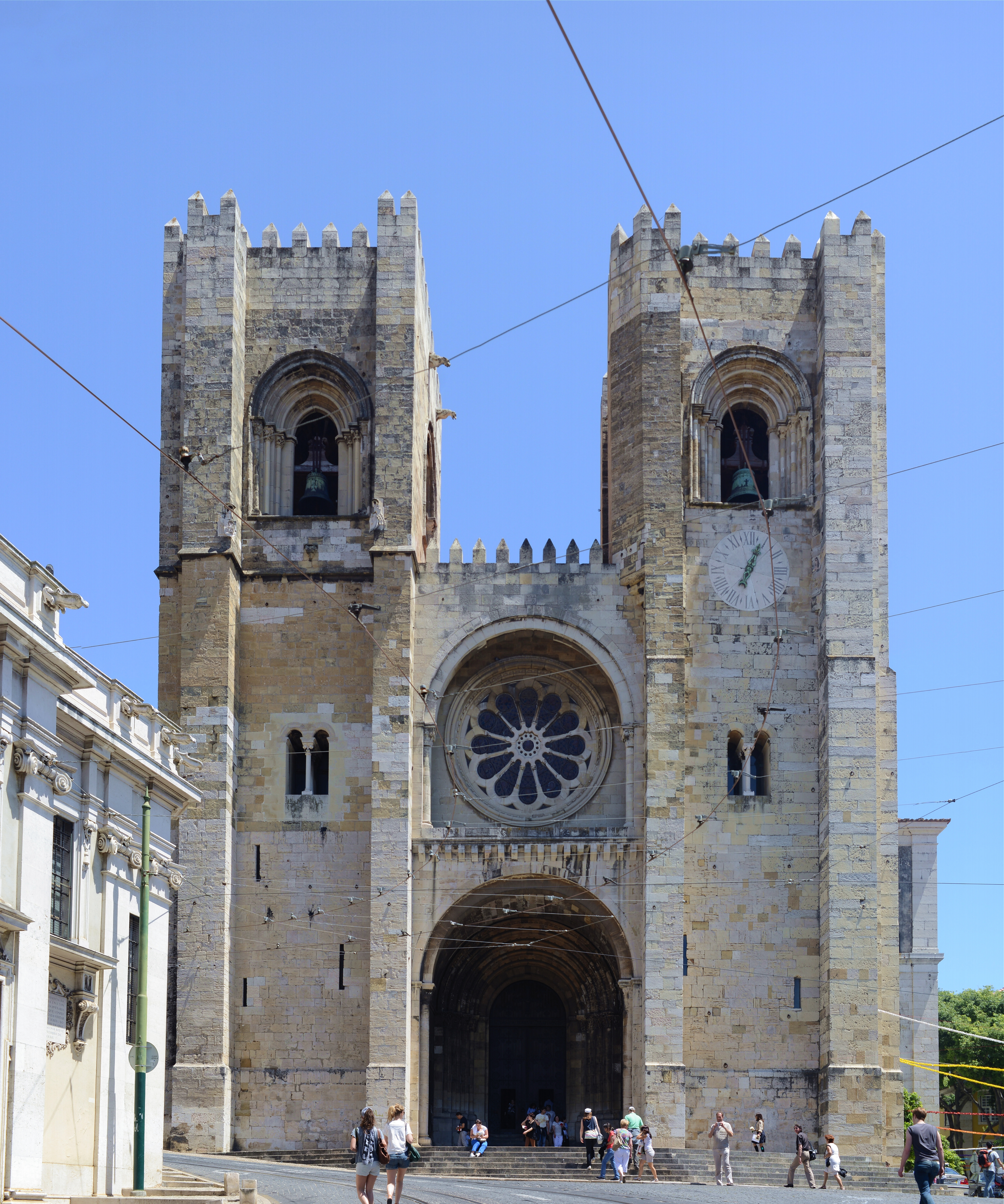
نمایی از کلیسای جامع شهر لیسبون

کلیسای جامع لیسبون یک کلیسا کاتولیک واقع در لیسبون، پرتغال می‌باشد که این بنا را به سبک معماری رومی‌وار، معماری گوتیک، معماری باروک طراحی شده‌است.